# KkStB 85
Die kkStB 85 waren Tenderlokomotiven der k.k. Staatsbahnen (kkStB).
Die Zweizylinder-Nassdampf-Lokomotiven mit der Achsformel B stammen von unterschiedlichen Privatbahnen,
die verstaatlicht wurden.
Die Fahrbetriebsmittel dieser Privatbahnen wurden im Zuge dieser Verstaatlichung dem kkStB-Nummernschema angepasst.
Die 85.00 kam von der Kronprinz Rudolf-Bahn zur kkStB, die 85.01 kam von der Niederösterreichischen Südwestbahnen (NÖSWB) und wurde später als kkStB 83.51 eingereiht.
Die 85.02–07 wurden ebenfalls von den NÖSWB übernommen.
Nach dem Ausscheiden der 85.05 bekam eine Maschine von den Böhmischen Commerzialbahnen (BCB) diese Nummer.
Die 85.08–09 wurden von der kkStB beschafft, die 85.10 kam von der Kaiser-Ferdinands-Nordbahn (KFNB), die 85.11–14 wiederum von den BCB.

## KkStB 85.00 (KRB)
Die kkStB 85.00 übernahm die kkStB 1884 von der Kronprinz Rudolf-Bahn (KRB), für die sie seit 1880 den Betrieb abwickelte.
Bei der KRB führte sie den Namen HARTIG.
Sie wurde 1871 von Wöhlert in Berlin für die Steirische Eisenindustrie-Gesellschaft (eine der Vorgängergesellschaften der erst 1881 gegründeten ÖAMG) gebaut und kam später zur KRB.
Sie scheint im Bestand der kkStB auf, dürfte aber zumindest zu Beginn nicht Eigentum der kkStB gewesen sein.
Sie wurde bereits 1902 ausgemustert.

## KkStB 85.02–07 (NÖSWB)
Diese sechs kleinen Lokomotiven kamen von der Niederösterreichische Südwestbahnen (NÖSWB) zur kkStB.
Bei der NÖSWB trugen sie die Nummern 2–7C.
Nach der Übernahme in das kkStB-Nummernschema erhielten sie die Nummern 85.02–07.
Die Maschinen wurden von der Wiener Neustädter Lokomotivfabrik in den Jahren 1880 und 1881 geliefert.
Die drei Loks der zweiten Lieferserie unterschieden sich in Details – wie etwa den Kesselaufbauten – von der ersten Lieferserie.
Außer der 85.02 und der 85.06 wurden alle Maschinen bis 1907 ausgeschieden.
Die 85.06 kam nach dem Ersten Weltkrieg zur ČSD, wurde aber ausgeschieden, ohne in das Nummernschema der ČSD aufgenommen worden zu sein.
Die 85.02 verblieb nach 1918 bei der BBÖ, die sie 1926 ausmusterte.

## KkStB 85.05" und 11–14 (BCB)
Diese Dampflokomotiven mit der Achsformel B n2t kamen eigentlich von den Böhmischen Commerzialbahnen (BCB).
Bei diesen bildeten sie die Reihe IIS.
Die fünf Maschinen wurden 1881 von der Wiener Neustädter Lokomotivfabrik gebaut.
Die Lokomotiven hatten keine Nummern, sondern die Namen KRČ, LIBAŇ (später DYMOKUR), SADOVÁ, HOŘIC und DĚTENICE (später HOŘINOVES).
Den Betrieb auf den BCB führte zunächst bis Juni 1882 die Fa. J. Muzika, danach die Staats-Eisenbahn-Gesellschaft (StEG);
von 1885 an führten die BCB den Betrieb selbst, ab 1909 die kkStB;
1910 gingen die BCB ins Staatseigentum über.
Die 85.05" wurde bereits 1916 ausgemustert, die restlichen Maschinen kamen nach 1918 zur ČSD als Reihe 85ö.
Die ČSD schied die 85.10 am 12. August 1921 aus; die 85.14 folgte am 21. Juni 1922.

## KkStB 85.08–09 (EAB)
Die kkStB führte ab 1880 den Betrieb auf der Erzherzog Albrecht-Bahn (EAB), übernahm schließlich 1892 die EAB und damit unter anderen deren Lokomotiven mit den Nummern 1"–2".
Diese Maschinen wurden 1882 gebaut.
Die kkStB reihte sie zunächst als 86.01–02 ein,
nummerierte sie aber 1889 in 85.08–09 um.
Nach dem Ersten Weltkrieg kamen die Maschinen zur PKP, die sie aber ausschied, ohne ihnen eine eigene Reihenummer zu geben.

## KkStB 85.10 (KFNB)
Als 1906 die Kaiser-Ferdinands-Nordbahn (KFNB) verstaatlicht wurde gelangte diese Lokomotive zur kkStB.
Bei der KFNB gehörte sie zur Serie IX und hatte die Nummer 902.
Ursprünglich gehörte diese Lokomotive aber zum Bestand der Kremsierer Eisenbahn, die 1888 von der KFNB übernommen wurde.
Sie trug den Namen KROMERIZ, wurde 1880 von der Wiener Neustädter Lokomotivfabrik gebaut und erst von der ČSD ausgemustert, ohne eine eigene Reihennummer erhalten zu haben.